# José María Ramos Mejía

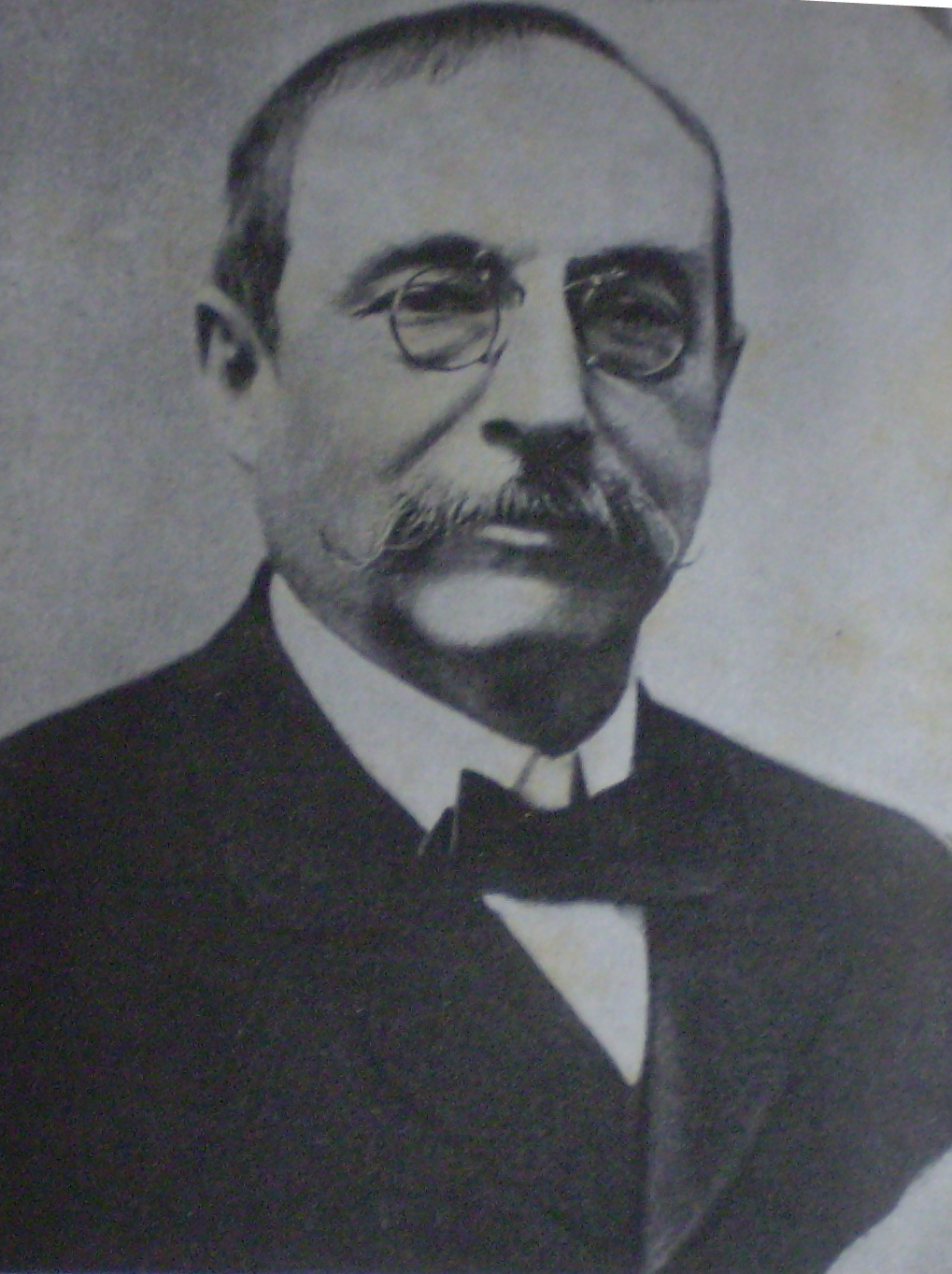
José María Ramos Mejía

José María Ramos Mejía (* 25. Dezember 1849 (nach anderen Angaben: 1842 oder 24. Dezember 1852) in Buenos Aires; † 19. Juni 1914 ebenda) war ein argentinischer Historiker, Soziologe, Psychiater und Politiker der Nationalen Autonomistischen Partei PAN (Partido Autonomista Nacional), der als erster Professor und Inhaber des Lehrstuhls für Neuropathologie an der Universidad de Buenos Aires (UBA) das Psychiatriestudium in Argentinien institutionell begründete.

## Leben
José María Ramos Mejía stammte aus einer wohlhabenden Familie und war der Sohn von Oberst Matías Ramos Mejía (1809–1885), der am argentinischen Bürgerkrieg teilnahm, und Enkel von Francisco Hermógenes Ramos Mejía (1773–1828), einem der einflussreichsten Großgrundbesitzer der Provinz Buenos Aires. Sein älterer Bruder war der Soziologe Francisco Ramos Mejía (1847–1893). Er wuchs auf der elterlichen Hazienda zu einer Zeit auf, als die Folgen des Terrors der Diktatur von Juan Manuel de Rosas, die am 3. Februar 1852 in der Schlacht von Caseros besiegt worden war, überall zu spüren waren. Das Umfeld übte einen starken Einfluss auf seine Ausrichtung und Ausbildung aus. Er begann ein grundständiges Studium an der Universidad de Buenos Aires (UBA) sowie nach dessen Abschluss 1872 ein Studium der Medizin an der Medizinischen Fakultät der UBA. Noch während des Studiums gründete er außerdem 1875 den Argentinischen Medizinischen Zirkel (Círculo Médico Argentino) und schloss 1879 seine Promotion zum Doktor der Medizin mit der Dissertation Apuntes clínicos sobre traumatismo cerebral ab, in der er sich mit klinischen Anmerkungen zum Schädel-Hirn-Trauma befasste. 1878 veröffentlichte er La neurosis de los hombres célebres en la historia, eine Reihe psychologischer Biografien, in denen er nach den wissenschaftlichen Grundlagen der Neurose suchte.
Ramos Mejía wurde 1882 Vizepräsident der Stadtverwaltung (Comisión Municipal) von Buenos Aires und 1883 Gründer und Vorsitzender der Asistencia Pública, deren wesentliche Aufgabe darin bestand, das wissenschaftliche Management aller Krankenhäuser und Wohltätigkeitsorganisationen in Buenos Aires zu zentralisieren. 1887 wurde er erster Professor und Inhaber des Lehrstuhls für Neuropathologie, damals Nervenpathologie genannt, mit dem das Psychiatriestudium im Land institutionell begann, und behielt diese Professur bis zu seinem Tode. Er war als enger Freund des damaligen Vizepräsidenten und späteren Präsidenten Carlos Pellegrini für die Nationale Autonomistische Partei PAN (Partido Autonomista Nacional) vom 30. April 1888 bis zum 30. April 1890 sowie erneut zwischen dem 30. April 1890 und dem 30. April 1892 Mitglied der Abgeordnetenkammer (Cámara de Diputados de la Nación Argentina). 1893 und 1898 war er Direktor der Hygienischen Abteilung (Departamento de Higiene), die er 1887 gegründet hatte. 
1899 veröffentlichte er sein Hauptwerk Las Multitudes Argentinas, eine Studie über Kollektivpsychologie, die dem Modell folgt, das von Gustave Le Bon in Psychologie des Foules aufgestellt wurde, das 1895 veröffentlicht wurde. Ausgehend von einer evolutionären Soziologie mit ausgeprägtem biologischen Aspekt analysierte sie die soziale und politische Dimension der Masseneinwanderung und die Regierbarkeit der Massen, indem sie die Prinzipien der Naturgeschichte auf die Sozialgeschichte anwendete, wie es für die positivistische Strömung charakteristisch war. 1905 erschienen Los simuladores de talento und La locura en la historia, ein Werk mit einem Prolog von Paul Groussac. Er schrieb auch ein historisches Werk mit dem Titel Rosas y su tiempo (1907). Er war ferner von 1908 bis 1912 Präsident des Nationalrates für Bildung (Consejo Nacional de Educación), eine von der Nationalen Exekutive Argentiniens abhängige Körperschaft für die Verwaltung der öffentlichen Grundschulen, die von Präsident Julio Argentino Roca per Dekret vom 28. Januar 1881 geschaffen wurde.

## Veröffentlichungen
- La neurosis de los hombres célebres en la historia, 1878
- Apuntes clínicos sobre traumatismo cerebral, Dissertation, Universität Buenos Aires, 1879
- Las Multitudes Argentinas. Estudio de psicología colectiva para servir de introducción al libro „Rosas y su tiempo“, 1899
- Los simuladores de talento, 1905
- La locura en la historia, 1905, Neuauflage 1933
- Rosas y su tiempo, 1907

posthum
- Rosas y el doctor Francia. Estudios psiquiátricos. La neurosis de Rosas, la melancolía del doctor Francia, 1917
- A martillo limpio. Estampas y siluetas repujadas, 1959

## Hintergrundliteratur
- En afectuosa memoria del doctor José María Ramos Mejía, Buenos Aires, 24 de diciembre 1852–junio 19 de 1914
- Carlos Ibarguren: De nuestra tierra, in: La obra literaria de José M. Ramos Mejía. Su ambiente y su momento, 1917, Neuauflage 1926
- Manuel Bilbao: Historia de Rosas, tomo único, precedido de un estudio psicológico, 1919
- Homenaje al doctor José María Ramos Mejía, 1940
- Roberto Di Giani: Las huellas de Ramos Mejía en el pensamiento contemporáneo, 2018